# Ильин, Иван Ильич
Ильин Иван Ильич (1714— 16.08.1786, Санкт-Петербург) — кораблестроитель, корабельный мастер Санкт-Петербургского и Казанского адмиралтейств, генерал-майор, обер-интендант.

## Биография
На военной службе с 1726 года.
14 августа 1756 года корабельный подмастерье Ильин на Галерной верфи в Санкт-Петербурге заложил 16-пушечный пакетбот «Курьер» (спущен на воду в 1759 году). 15 ноября 1757 года в Санкт-Петербургском адмиралтействе приступил к строительству 10-пушечного бомбардирского корабля «Самсон» (спущен на воду в 1758 году). Корабли принимали участие в Семилетней войне. В 1761 году произведён в майорский ранг, и в том же году, по указанию Адмиралтейств-коллегии, Ильин составил чертёж 32-пушечного фрегата, по которому корабельный мастер И. В. Ямес построил на Соломбальской верфи фрегаты «Святой Фёдор» (заложен 1 августа 1761, спущен 3 мая 1762 года) и «Гремящий» (заложен 20 августа 1762, спущен 20 мая 1763 года).
В 1765 году корабельный дел мастер 8 класса Ильин работал в Казанском адмиралтействе. 21 апреля 1766 года произведён за «долговременную службу и труды» в корабельные мастера 8 класса подполковничьего ранга, с 1767 года работал в Казани, делал чертежи и рисунки волжских стругов, с 1769 года занимался заготовкой дубового леса для постройки судов в Казанском адмиралтействе. В том же году стал корабельным мастером полковничьего ранга.
В 1776 году исполнял должность в интендантской экспедиции, из капитанов полковничьего ранга произведён в бригадирский ранг. В декабре 1776 года был послан советником на Днепровский лиман, где строилась верфь и гавань.
1 января 1779 года произведён в генерал-майоры, 17 апреля того же года вступил в должность обер-интенданта интендантской экспедиции.
В апреле 1785 года уволен от службы.
Умер 16 августа 1786 года в Санкт-Петербурге. Похоронен на Смоленском православном кладбище.

## Семья
- жена — Меланья Григорьева (1721—27.12.1781)
- дочь — Анна (1741—26.8.1781)
- дочь — Мария Медер (1762—1828) — жена Фёдора Ивановича Медера, генерал-лейтенанта по квартирмейстерской части[8][9]